# Cordobanus mirabilis
Cordobanus mirabilis (лат.) — вид коротконадкрылых жуков, единственный в составе рода Cordobanus и трибы Cordobanini (подсемейство Aleocharinae). Эндемик Мексики (Vera Cruz, Cordoba)

## Описание
Мелкого размера стафилиниды, длина тела около 2 мм. Голова значительно уже переднеспинки, округлая. Усики длинные, редко опушенные, 1-й членик их грушевидный, 2-й очень короткий, едва длиннее ширины, 3-й в 2 раза длиннее 2-го, удлинённый, последующие продолговатые, в 2 раза длиннее ширины, предпоследние намного длиннее ширины, последний членик немного длиннее 10-го. Переднеспинки такой же ширины, как и надкрылья, едва шире длины, наиболее широкая сзади, вперед сужена. Надкрылья вдвое короче переднеспинки.
Согласно первоописанию Bernhauer (1910) имеет следующие диагностические признаки: тело широкое, с брюшком без отчётливых паратергитов и с аномально удлинённым первым видимым стернитом, длина которого почти равна длине всех остальных стернитов вместе взятых; надкрылья со слабо выраженной эпиплеврой; нитевидные усики. Биология неизвестна, возможна мирмеко- или термитофильная ассоциация.

## Систематика и этимология
Вид Cordobanus papuana был впервые описан в 1910 году немецким колеоптерологом Максом Бернхауэром (1866—1946). Эта триба установлена по единственному поврежденному экземпляру голотипу из Мексики (Bernhauer, 1910). В описании Бернхауэр высказал предположение о возможной мирмеко- или термитофильной ассоциации Cordobanus на основании его нитевидных неопушенных усиков. С тех пор ни один другой вид не был отнесен к этой трибе, и её филогенетические отношения остаются неясными. Первоначально Cordobanus был помещен в подсемейство Tachyporinae, потому что Бернхауэр (1910) заметил, что он может быть тесно связан с родом Trichopsenius Horn, 1877, который в то время был отнесен к Tachyporinae. Позже Navarrete-Heredia et al. (2002), основываясь на первоначальном описании типового экземпляра Бернхауэром, предложили перенести Cordobanus из Tachyporinae в его собственную трибу в Aleocharinae.
Филогенетическое место остается неизвестным. В 2021 году в ходе филогенетического анализа триб из подсемейства Aleocharinae таксон Cordobanini был оставлен вне клад в статусе Incertae sedis.